# Рич Сквер (Северна Каролина)
Рич Сквер (енгл. Rich Square) град је у америчкој савезној држави Северна Каролина.

## Демографија
По попису из 2010. године број становника је 958, што је 27 (2,9%) становника више него 2000. године.
| Група             | 2000.       | 2010.       |
| Белци             | 395 (42,4%) | 340 (35,5%) |
| Афроамериканци    | 520 (55,9%) | 600 (62,6%) |
| Азијати           | 0 (0,0%)    | 0 (0,0%)    |
| Хиспаноамериканци | 10 (1,1%)   | 14 (1,5%)   |
| Укупно            | 931         | 958         |